# 황지만
황지만(黃智萬, 1984년 7월 8일~)은 대한민국의 배드민턴 선수이다.
2008년 베이징 올림픽에서 남자 배드민턴 복식에서 이재진과 함께 말레이시아·일본 국가대표팀에게 승리하고, 준결승에서 중화인민공화국 국가대표팀에게 패배하여, 3·4위전을 덴마크 국가대표팀과 치렀는데 이겨서 동메달을 획득하였다.

## 학력
- 밀양초등학교
- 밀양중학교
- 밀양고등학교
- 한국체육대학교 학사
- 한국체육대학교 대학원